# Honda Transalp
De Honda Transalp is de eerste allroad motorfiets van Honda. De naam Transalp heeft de motor meegekregen omdat de motor gemaakt is om makkelijk de Alpen te doorkruisen. De oorsprong van de Transalp ligt echter in de  rally Paris-Dakar, waarin motorfietsen over goede off-road eigenschappen moeten beschikken en ook snel moeten zijn. De Transalp is een motor voor off-road, met een langeafstandscomfort voor op de verharde weg. 
De Transalp was tussen eind 2012 en midden 2023 niet leverbaar in Nederland.

## Geschiedenis
In 1985 werd het eerste prototype gebouwd: een off-road motorfiets met een 500cc motor. In de verder ontwikkeling werd de motor meer een allroad motor met betere bestuurbaarheid op de harde weg, een grotere kuip en het motorblok uitgeboord tot een 600cc vloeistof-gekoelde 52° V-twin. In 1987 ging de motor in productie eerst als de XL600V en later als de XL650V en de XL700V. Na een pauze van 10 jaar keert de Transalp terug als de XL750.

## Modellen
De geleverde modellen in Nederland zijn :
- De Honda Transalp XL600V vanaf 1987 tot 2000
- De Honda Transalp XL650V vanaf 2000 tot 2007
- De Honda Transalp XL700V vanaf 2007 tot 2013
- De Honda Transalp XL750 vanaf 2023 tot heden.

Het gewicht nam in de jaren toe van 175 kg naar 218 kg.

## De Honda Transalp XL600V ( PD06 )
Bij de introductie in 1987 beschikte de motor over 50 pk (37 kW) bij 8.000 tpm. In 1989 en 1990 werd dit opgevoerd naar 55 pk (41 kW). Voor de latere versie werd dit weer teruggedraaid naar de originele 50 pk. In 1991 werd de achtertrommelrem vervangen voor een 240 mm schijfrem met een remklauw met enkele zuiger.
In 1994 werd het uiterlijk veranderd door een nieuwe kuip en verandering van de originele vierkante voorlicht. Vanaf 1996 werd de elektronische condensator van het ontstekingssysteem vervangen door een microprocessor gestuurde transistor-systeem. In 1997 werd de enkele voorremschijf vervangen voor een dubbele voorremschijf met een kleinere diameter van 256mm.

## De Honda Transalp XL650V ( RD11 / RD11A )
In 2000 werd de XL600V opgevolgd door de XL650V door het plaatsen van het 650cc motorblok van de Honda NT650 Revere en Honda NT650V Deauville. Het motorblok beschikte nu over 53 pk (39 kW) bij 7500 tpm met een koppel van 56 Nm bij 5500 tpm. Verder werden de schokbrekers meer aangepast voor weggebruik, het uitlaatsysteem vernieuwd, nam de benzinetankcapaciteit toe met 1 liter naar 19 liter, het meterspaneel opnieuw ontworpen en werd het gewicht met 4 kg verminderd naar 191 kg.
In 2005 kwam er een facelift van de Transalp, waarbij de richtingaanwijzers van de kleur oranje naar grijs (smoke) veranderden. Ook kreeg de tellerplaat een ander kleurtje. De uitlaten veranderden van ronde uiteinden naar pistonvormig. En de velgen veranderden van zilver kleurig naar zwart.

## De Honda Transalp XL700V ( RD12 )
Eind 2007 werd de Honda Transalp XL700V geïntroduceerd met een nieuwe 680cc motorblok met 60 pk (44kW) en 60 Nm welke ook voor de nieuwe  Honda NT700V Deauville werd gebruikt. Het uitlaatsysteem kreeg een katalysator om aan de Europese emissie eisen (Euro 3) te voldoen. Het voorwiel werd van 21 inch verkleind naar een 19 inch wiel. Verder kreeg de motor een ABS systeem en werd het uiterlijk veranderd waaronder de verlichting en een kleinere benzinetank en werd de motor nog meer weggeoriënteerd gemaakt door nog kleinere wielen met dikkere banden te gebruiken, lager zadel en nog meer op de weg aangepaste schokbrekers toegepast.

## De Honda Transalp XL750
Na een periode van tien jaar werd de Honda Transalp XL750 opnieuw geïntroduceerd, dit maal met het nieuwe 755cc motorblok dat gedeeld wordt met de Honda Hornet. Dit nieuwe parallel-twin blok met 270° crank levert in de Europese variant 91 pk (67.5kW) en 75 Nm. Het voorwiel is opnieuw 21 inch en tubed. Verder is het uiterlijk veranderd, waarin elementen van andere motoren terugkomen, zoals de koplamp van de CB500X en de voorkappen van de NC750.